# ORANGE (戯曲)
『ORANGE』（オレンジ）は、宇田学の戯曲。2幕15場。2004年に劇団PEOPLEPURPLE（現：theatre PEOPLE PURPLE）によって、宇田学の演出で梅田HEP HALLにて初演、以降同劇団により再演され続けている。2008年のグリーンフェスタにて大賞、BIG TREE THEATER賞受賞作。
阪神・淡路大震災を経験した消防士たちが命の最前線で闘う物語。宇田学が実際に当時人命救助にあたった100人以上の消防士に取材し、それを元に書き上げた。神戸市の湊山消防署が舞台となっている。
2011年にはTEAM NACSの音尾琢真が主演し、3500人を動員した。震災から20年目の節目となる2015年には全国9ヶ所での公演が行われた。2018年9月には100回公演を迎え、11月の公演後には神戸市消防局より劇団に感謝状が贈呈された。

## あらすじ
神戸、湊山消防署。命を救う事にかけて、誰よりも熱い情熱を持った小日向ら消防隊員たち。彼らには、1995年の阪神・淡路大震災という忘れられない過去があった。
ある日、小隊長の高橋は、署内の若い隊員を会議室に集め、「僕らにとって唯一の負けや」と震災の事実を話し始める。あの時、現場で何が起こり、自分たちの仲間がどのような思いで救助にあたっていたのか。後輩隊員たちには思いもよらない事実が語られる。
そして、そんな彼らにも忘れられない出来事が待ち受けていた。

## 公演記録
- 劇団本公演『ORANGE』（2004年8月・梅田HEP HALL）
- 劇団本公演『ORANGE』（2005年2月・北沢タウンホール）
- 劇団本公演『ORANGE』（2005年3月・神戸アートビレッジセンター）
- 震災10年神戸からの発信フォーラム　セミナー&シアターで体感する安全・安心ーPeaceーなKOBE『ORANGEショートver.』（2005年9月・新神戸オリエンタル劇場）
- 兵庫県豊岡市主催『ORANGEショートver.』（2006年1月・豊岡市但東町合橋地区公民館）
- 日本福祉大学主催　日本福祉大学「安全の日」防災事業『ORANGEショートver.』（2006年10月・日本福祉大学文化ホール）
- 豊岡市・豊岡市教育委員会主催　台風23号2周年メモリアル事業『ORANGE』（2006年10月・豊岡市民会館文化ホール）
- 劇団本公演『ORANGE』（2006年12月 - 2007年1月・新神戸オリエンタル劇場 / 六公会ホール）
- 劇団本公演『ORANGE』（2008年1月・シアタードラマシティ / 池袋シアターグリーン）
- 神戸女学院中・高等学校　芸術鑑賞会『ORANGEショートver.』（2008年6月・西宮市民会館）
- 和歌山県立向陽高校 芸術鑑賞会『ORANGEショートver.』（2008年6月・和歌山県民会館）
- 開智中・高等学校 芸術鑑賞会『ORANGEショートver.』（2008年6月・学校内ホール）
- 劇団本公演『ORANGE』（2009年1月・ABCホール）
- 北九州市消防局主催　北九州市防災フォーラム`09参加『ORANGE』（2009年9月・ウェルとばた大ホール）
- 私立土佐女子中学高等学校　芸術鑑賞会『ORANGEショートver.』（2009年10月・高知県立県民文化ホール グリーンホール）
- 〜港で出会う芸術祭〜神戸ビエンナーレ2009『ORANGEショートver.』（2009年11月・メリケンパーク野外特設ステージ）
- 劇団本公演『ORANGE』（2010年1月・前進座劇場）
- AMUSE×PEOPLE PURPLE『ORANGE』（2011年2月・渋谷パルコ劇場）
- 滋賀県立命館守山中学・高等学校 芸術鑑賞会『ORANGE』（2012年7月・守山市民ホール）
- 劇団本公演『ORANGE』（2013年1月・新神戸オリエンタル劇場）
- AMUSE×PEOPLE PURPLE『ORANGE』（2013年3 - 4月・本多劇場 / 森ノ宮ピロティホール）
- 中京テレビ放送主催 名古屋公演『ORANGE』（2013年9月 / 名鉄ホール）
- 安城市主催 安城市防災研修事業『ORANGE』（2014年8月・安城市文化センター）
- 神戸女学院中・高等学校　芸術鑑賞会『ORANGEショートver.』（2014年11月・西宮市民会館アミティホール）
- AMUSE×PEOPLE PURPLE『ORANGE』（2015年1 - 3月・森ノ宮ピロティホール / サンシャイン劇場　他）

## テレビドラマ
本作を原案としたスペシャルドラマ『テレビ未来遺産 ORANGE 〜1.17 命懸けで闘った消防士の魂の物語〜』が、阪神大震災から20年目を迎える節目となる2015年1月19日21:00 - 23:09にTBS系列にて放送された。
“オレンジ”とは、全消防士のうち人命救助のための特別な訓練を受けたわずか3%の人間だけが着ることを許された救助服の色のことであり、それらの人間で構成された特別救助隊やその隊員のことも意味する。消防士の誇りでありヒーローである彼らですら助けられなかった命があったことや、どこにもぶつけられない憤りや苦悩、人の命を命懸けで守り続ける消防士たちの奮闘の日々をドラマで描く。舞台と同じく、脚本は宇田学が手掛けた。
製作は神戸市消防局全面協力のもとで行われ、出演者は実際に消防学校で礼式や救助方法など訓練を行い、10月上旬から神戸で撮影が開始された。燃え盛る炎や消防車、訓練所などは実物が使われており、撮影中も特別高度救助隊のスーパーイーグルこうべが随時指導を行なった。出演者もスタントではなく自身で訓練シーンなどを実演したが、秋元才加は初日に挑んだ、斜めの斜面を腕の力だけで登る“モンキー登はん”でさっそくつまづいてしまい、自分が女であることや弱さを痛感し、悔し涙を流したという。しかし指導についた消防士の叱咤や励ましによって無事に全てのシーンを自分自身で撮ることができ、その結果、肉体的にも精神的にも鍛えられ、いつ当たり前のことが当たり前ではなくなるかわからないから日々感謝しながら生きたいというように考え方も変わったとインタビューで話している。
音尾琢真は舞台では2011年から主演として小日向を演じているが、ドラマでは消防士のオリジナルのキャラクター・楢崎克彦役で出演している。

### あらすじ（テレビドラマ）
湊山消防署専任救助隊機関員（通称オレンジ）の小日向雄治は何より人命救助を最優先させ、時には自らの危険すらも顧みないほど突き進む熱い隊員である。部下であり、新人の山倉隆志はそんな小日向についていけず、ぶつかることもしばしばだった。ある日、恋人である木村優子とのデート中、隆志はランニング中の小日向やその妻・夏希と出くわし、夕飯を共にすることになる。しかしやはりわかり合うことはできず、小日向は明日から隆志が参加することになっているオレンジになるための救助課程についても「お前には無理や」と冷たく言い放つ。
神戸市消防学校での救助課程が開始され、指導員として小日向やその上司でもある桜井祐司も参加する。想像以上の厳しさに愚痴をこぼしたり指導員の悪口を言い始める訓練生もいたが、盛岡から訓練にきた唯一の女性である雪村華はそんな仲間たちを非難し、黙々と訓練に参加していた。しかし女にとってはさらに過酷な訓練の連続で、四苦八苦するばかり。そんな姿を見て嘲笑するかのような態度をとった隆志に、小日向は「仲間やろ!!励ましたらんかい!!」と激怒する。そして訓練の指導を指揮する桜井も、訓練生に甘い考えの者が多いことを危惧し、阪神・淡路大震災時の消防の話を聞かせることを決める。「誇張はない。ありのままの事実や。」……そうして語られた真実は、訓練生たちの想像をはるかに超えるものだった。本部とは無線が全く通じず状況が把握できない中で次々と消防署に押し寄せてくる人々、時には「人殺し!!」と罵られながらも生存確率が高い者から優先させなければならない状況と苦悩。当時新米だった小日向は倒壊した花屋の中にいた女性・伊藤香織を見つけながらも車がなかったことで救助できず、桜井も妻と娘の死より救助活動を優先した苦い経験を今も決して忘れていない。指導員たちの厳しさには理由があることを痛感した隆志らは心を入れ替え、六甲山と摩耶山のおよそ30キロを6時間かけて走る神戸消防名物の最終訓練に挑み、途中でリタイアせざるを得なかった雪村を思いやりながら、無事に修了する。
「ええ顔になったで。」と小日向にも認められ、優子との結婚話も進んで穏やかな日々が流れる。しかしある日の救助活動中、要救助者の声に1人で向かった隆志は小日向らとはぐれたまま退路を断たれて動けなくなってしまい、要救助者の命とひきかえに亡くなってしまう。他の仲間たちには「あいつは根性がたりませんねぇ」などと軽口を叩きながらも小日向は大きなショックを受け責任を感じ、思い悩んだ末に退職届を提出する。しかし桜井に今月末までの出勤を命令され、出動命令に足がすくみながらも、優子から言われた「隆くんが救うはずだった命をあなたが救ってあげて下さい」という言葉を受け、走って火災現場に駆けつける。そこで仲間たちのバックアップや自分の使命を痛感した小日向は、再び消防士として生きていくことを決意する。

### キャスト（テレビドラマ）

#### 湊山消防署
★はオレンジ
小日向 雄治（こひなた ゆうじ） ★
演 - 上川隆也
湊山消防署専任救助隊機関員。時には無謀と思える状況でも人命救助を優先し、自分の命も顧みないこともある猪突猛進型人間。パソコンは苦手。一人息子をものすごく可愛がるが、現場では目の前の要救助者に集中するため、家族のことは忘れるようにしている。
阪神・淡路大震災の時に伊藤香織を助けられなかったことを今も悔やみ続けており、月命日には彼女の息子が継いだ花屋でマリーゴールドを買い、彼女が営んでいた「フラワー伊藤」跡地の空き地に供え続けている。
山倉 隆志（やまくら たかし）
演 - 工藤阿須加
湊山消防署消防隊。消防士としてはまだ若手だが、オレンジを目指している。亜紀の弟で、今も実家住まいをしている。小日向とは対照的に理屈や理論が先走り、理性的に物事を考えるタイプ。パソコンは得意。
幼い頃、幼馴染の小野寺純が崩れた家屋の下敷きになり、亡くした過去がある。一度は神戸から離れて東京で建築関係の一流企業で働き、震災のことは忘れようとしていたが、東日本大震災で会社からボランティアで東北へ行ったことをきっかけに消防士になりたいと思い、神戸に戻った。
桜井 祐司 ★
演 - 杉本哲太
湊山消防署中隊長。普段は穏やかで優しいが、救助活動中は他人にも自分にも厳しく的確な判断と指示を出す、誰からも信頼されるリーダー。
高橋 英二 ★
演 - 三上市朗
湊山消防署専任救助隊小隊長。パソコンは苦手。自身が救助課程を受けた時は小日向同様、桜井に厳しく指導を受けた。桜井夫婦の仲人もつとめた。
楢崎 克彦 ★
演 - 音尾琢真
湊山消防署専任救助隊機関員。ドラマオリジナルキャラクター。小日向とは同期で、阪神・淡路大震災の時も同じ署に勤務していた。
山倉 亜紀
演 - 小池栄子
湊山消防署消防隊機関員。女性で初めて現場に出ることを許された消防士。隆志の姉。小日向の同期で、夏希とは親友。神戸市消防学校では主に雪村を指導する。
内藤 聡 ★
演 - 和泉崇司
湊山消防署専任救助隊機関員。小日向によく事務作業を押し付けられる。
後藤義人
演 - 植村好宏
湊山消防署救急隊隊員。
東つぐみ
演 - 片山誠子
湊山消防署救急隊隊員。

#### その他
木村 優子
演 - 谷村美月
隆志の恋人。銀行に勤めている。隆志が危険な仕事に就いていることに不安を感じ、消防士の妻として先輩の夏希に相談することもある。
雪村 華
演 - 秋元才加
盛岡消防本部所属の女性消防士。津波で親友を亡くした。東日本大震災の時に緊急消防援助隊として来ていた小日向と現場で知り合い、その時の小日向の話に感銘を受けたことと、阪神淡路大震災以降、危機管理体制に力を入れてきた神戸市で多くを学び、東北復興のためにその技術を岩手に持って帰りたいと自ら神戸での訓練を志願し、神戸市消防学校に入学した。救助課程修了後も勉強のため、しばらく神戸に残る。
小日向 夏希
演 - 板谷由夏
小日向の妻。元救急救命士で亜紀と同期。現在は消防局の本部に勤務している。気が強く、小日向が唯一頭が上がらない人物。小日向が出かける時は、どんなに急いでいても「いってらっしゃい」「いってくるわ」のやりとりを欠かさない。
小日向 雄太
演 - 高橋幸聖
雄治と夏希の一人息子。日記にも「消防士のパパは僕のヒーローです」と書くなど、消防士の父に憧れている。
伊藤 香織
演 - 倍賞美津子
早くに亡くし、女手一つで息子を育てながら「フラワー伊藤」を切り盛りしている。阪神・淡路大震災では店が倒壊し、閉じ込められているところを小日向に発見されるが、火災がすぐそこまで迫っていることを知ると、自分を助けることより逃げて他の人を助けてあげてほしい、息子にメッセージを伝えてほしいと頼む。
フラワー伊藤の店主
演 - 須田邦裕
香織の息子。阪神・淡路大震災の時は東京の大学で留年中だったため、被災しなかった。場所は移したが、母親の跡を継いで「フラワー伊藤」を営んでいる。
その他
骨川道夫、高橋弾、野村修一、植木祥平

### スタッフ（テレビドラマ）
- 脚本 - 宇田学
- 演出 - 渡瀬暁彦
- 音楽 - 木村秀彬
- 主題歌 - 福山雅治「暁」（ユニバーサルミュージックジャパン）[17]
- 選曲 - 御園雅也
- 特殊効果 - 大平特殊効果
- VFX・CG - OXYBOT
- アクション指導 - Gocoo
- 撮影協力 - 神戸市、兵庫県、神戸フィルムオフィス、ひょうごロケ支援Net、小山町フィルムコミッション、常総市フィルムコミッション、富士すそのフィルムコミッション、千葉市消防局、御殿場市・小山町広域行政組合消防本部、裾野市消防本部　ほか
- プロデュース - 佐野亜裕美[7]
- 協力プロデュース - 武藤淳
- 企画 - 石井康晴
- 企画協力 - 荒木宏幸（アミューズ）、木村昌美（アミューズ）
- 監修・協力 - 神戸市消防局
- 製作著作 - TBS